# كيت تايلور (صحفية)
كيت تايلور (بالإنجليزية: Kate Taylor)‏ هي صحفية بريطانية، ولدت في 1971.